# Bell AH-1 Cobra

Bell AH-1Z

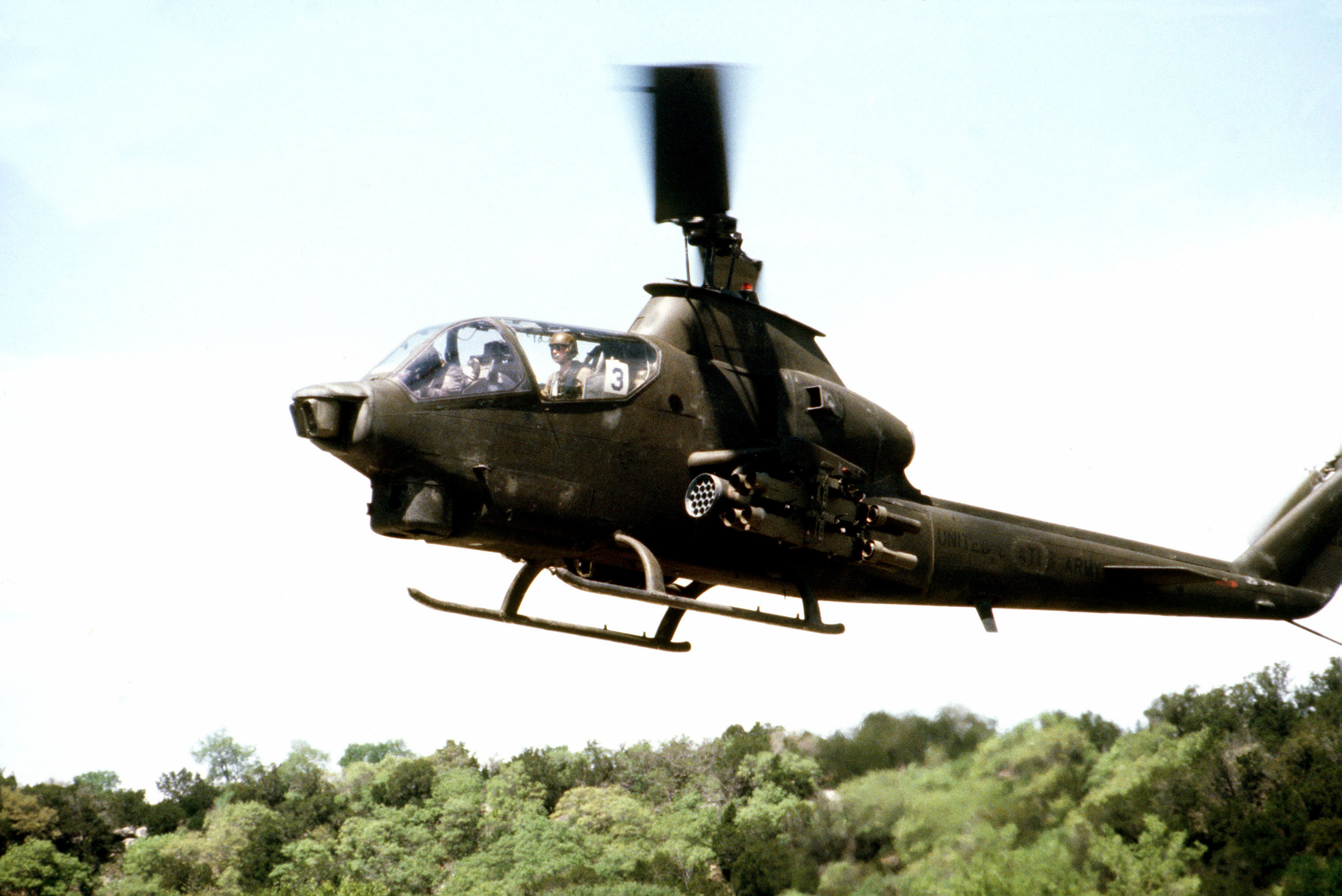
En tidig modell (AH-1Q eller -1S) utan 20 mm automatkanon och med den gamla huven.

AH-1 Cobra (kommersiell beteckning Bell 209) är en attackhelikopter utvecklad av Bell Helicopter Textron ursprungligen för USA:s armé baserad på erfarenheter från Vietnamkriget.

## Utveckling
Under Vietnamkriget användes helikoptrar för första gången i strid i större skala. 101:a luftburna divisionen och 1:a kavalleridivisionen använde helikoptrar av typen UH-1 Iroquois, inte bara för luftlandsättningar utan även för attackuppdrag. För att understödja marktrupperna utrustades vissa Iroquois-helikoptrar som ”Gunships” tungt beväpnade med kulsprutor och raketer. Eldkraften kom väl till pass, men det framgick snart att Iroquois-helikoptern var för långsam för den uppgiften och att helikoptern OH-6 Cayuse var för liten för att kunna bära tillräckligt med eldkraft.
Bell började utveckla en variant av Iroquois med två förare i rad ("tandem"). Flygkroppen gjordes smalare och lättare vilket minskade luftmotståndet och möjliggjorde möjligheten att bära med sig tyngre vapen. Armén var dock till att börja med inte intresserad av den nya helikoptertypen, utan föredrog att satsa på den nya helikoptertypen AH-56 Cheyenne från tillverkaren Lockheed. Cheyenne-helikoptern drabbades dock av flera tekniska problem, förseningar och fördyringar vilket gjorde att projektet sköts fram 1969 och slutligen lades ned 1972. För att fylla rollen som eldunderstöd till de luftburna enheterna i Vietnam lade därför USA:s armé ut en offertförfrågan på en enklare och billigare attackhelikopter som kunde börja levereras snabbt. Kontraktet gick till Bell i konkurrens med bland andra konkurrenterna Boeing, Sikorsky och Kaman.
Helikoptern fick beteckningen AH-1 (attack helicopter), men för att undvika förväxling med Iroquois-helikoptrarna som hade beteckningen UH-1 (utility helicopter) fick de olika versionsbeteckningar. Den första Cobra-helikoptern fick därför beteckningen AH-1G.
Även USA:s marinkår var intresserade av en attackhelikopter, men eftersom de ofta opererade från fartyg och därmed flög mycket över vatten krävde de en helikopter med två motorer för ökad driftsäkerhet. För att få plats med två motorer tog man hjälp av Pratt & Whitney som byggde ihop två stycken PT6-gasturbiner med en växellåda till ett kompakt paket kallat PT6T Twinpack på totalt 1800 hästkrafter. De tvåmotoriga versionerna betecknas Super Cobra.

## Varianter
Observera att den kronologiska ordningen inte följer alfabetet.
- AH-1G Första modellen producerad för USA:s armé.
- AH-1Q AH-1G med M65 teleskopsikte för att kunna avfyra BGM-71 TOW.
- AH-1S AH-1Q med starkare motor på 1800 hästkrafter.
- AH-1P AH-1S med ny rotor i kompositmaterial och ny cockpit med anti-reflexbehandlade glaspaneler.
- AH-1E AH-1P med nytt kanontorn under nosen med en 20 mm M197 gatlingkanon och ett förbättrat sikte för 70 mm raketerna.
- AH-1F AH-1E med laseravståndsmätare och IR-störsändare ovanför motorutblåset.
- AH-1J Första tvåmotoriga modellen producerad för USA:s marinkår med samma kanontorn som AH-1E, men i övrigt lik AH-1G.
- AH-1T AH-1J med förlängd stjärtbom och ny växellåda för att kunna bära mer last, samt samma teleskopsikte som AH-1Q.
- AH-1W AH-1T med nya starkare motorer, FLIR och möjlighet att skjuta AGM-114 Hellfire.
- AH-1Z AH-1W med en modernare rotor (samma som Bell 412), facklor och ny avionik, bland annat hjälmsiktet Top Owl.